# Alemayehu Bezabeh
Alemayehu Bezabeh (ur. 1 stycznia 1986 w Addis Abebie) – etiopski lekkoatleta specjalizujący się w biegach długich, który od lipca 2008 roku startuje w barwach Hiszpanii.

## Życiorys
Bezabeh przybył do Hiszpanii w 2004 samolotem z Etiopii i rozpoczął życie jako nielegalny imigrant. Był bezdomny i marzył o zostaniu zawodowym biegaczem. Żył z wygranych biegów, w których regularnie startował. Przy okazji kontuzji lekarze z madryckiego szpitala odkryli, że sportowiec nie ma żadnych dokumentów. Na podstawie badań rentgenowskich ustalono, że ma około 18 lat i jako datę urodzenia przyjęto 1 stycznia 1986. Dzięki swoim biegowym umiejętnościom Bezabeh otrzymał obywatelstwo hiszpańskie i od 2008 roku reprezentuje ten kraj na najważniejszych lekkoatletycznych imprezach międzynarodowych. Jego brat – Sisay reprezentuje Australię.
W 2008 brał udział w igrzyskach olimpijskich w Pekinie, gdzie uplasował się na 11. miejscu w biegu na 5000 metrów. Pięciokrotny złoty medalista mistrzostw Europy w biegach przełajowych jest pierwszym reprezentantem Hiszpanii, który wygrał rywalizację indywidualną na imprezie tej rangi. W 2010 nie stanął na starcie mistrzostw Europy w przełajach z powodu afery dopingowej m.in. z jego udziałem. Według hiszpańskich mediów Bezabeh przyznał się do zażywania niedozwolonych substancji. Krajowa federacja początkowo oczyściła go z dopingowych zarzutów, ostatecznie jednak na zawodnika nałożono karę dwuletniej dyskwalifikacji oraz grzywnę w wysokości 3000 euro.

## Osiągnięcia
| Rok  | Impreza                                   | Miejsce   | Konkurencja           | Lokata            | Wynik    |
| ---- | ----------------------------------------- | --------- | --------------------- | ----------------- | -------- |
| 2008 | Igrzyska olimpijskie                      | Pekin     | bieg na 5000 m        | 11. miejsce       | 13:30,48 |
| 2008 | Mistrzostwa Europy w przełajach           | Bruksela  | indywidualnie         | 7. miejsce        | 31:23    |
| 2008 | Mistrzostwa Europy w przełajach           | Bruksela  | drużynowo             | 1. miejsce        |          |
| 2009 | Mistrzostwa świata w przełajach           | Amman     | indywidualnie         | 31. miejsce       | 36:41    |
| 2009 | Mistrzostwa świata                        | Berlin    | bieg na 5000 m        | el. – 23. miejsce | 13:33,52 |
| 2009 | Mistrzostwa Europy w przełajach           | Dublin    | indywidualnie         | 1. miejsce        | 30:45    |
| 2009 | Mistrzostwa Europy w przełajach           | Dublin    | drużynowo             | 1. miejsce        |          |
| 2010 | Mistrzostwa świata w przełajach           | Bydgoszcz | bieg seniorów (12 km) | 13. miejsce       | 33:47    |
| 2010 | Mistrzostwa świata w przełajach           | Bydgoszcz | drużynowo             | 6. miejsce        |          |
| 2010 | Superliga drużynowych mistrzostw Europy   | Bergen    | bieg na 5000 m        | 2. miejsce        | 13:49,24 |
| 2010 | Mistrzostwa Europy                        | Barcelona | bieg na 5000 m        | 7. miejsce        | 13:43,23 |
| 2013 | Superliga drużynowych mistrzostw Europy   | Gateshead | bieg na 5000 m        | 8. miejsce        | 14:17,72 |
| 2013 | Mistrzostwa świata                        | Moskwa    | bieg na 5000 m        | eliminacje        | 13:34,68 |
| 2013 | Mistrzostwa Europy w przełajach           | Belgrad   | indywidualnie         | 1. miejsce        | 29:11    |
| 2013 | Mistrzostwa Europy w przełajach           | Belgrad   | drużynowo             | 1. miejsce        |          |
| 2015 | Mistrzostwa świata                        | Pekin     | bieg na 5000 m        | eliminacje        | 13:54,13 |
| 2015 | Mistrzostwa Europy w biegach przełajowych | Hyères    | indywidualnie         | 2. miejsce        | 29:31    |
| 2015 | Mistrzostwa Europy w biegach przełajowych | Hyères    | drużynowo             | 1. miejsce        |          |
| 2016 | Puchar Europy w biegu na 10 000 m         | Mersin    | bieg na 10 000 m      | 7. miejsce        | 29:13,77 |
| 2016 | Puchar Europy w biegu na 10 000 m         | Mersin    | drużynowo             | 2. miejsce        |          |

## Rekordy życiowe
| Konkurencja                | Rezultat | Data            | Miejsce     |
| -------------------------- | -------- | --------------- | ----------- |
| Bieg na 1500 metrów        | 3:41,64  | 13 marca 2009   | Ciudad Real |
| Bieg na 3000 metrów        | 7:45,98  | 7 czerwca 2005  | Huelva      |
| Bieg na 3000 metrów (hala) | 7:51,24  | 9 lutego 2008   | Walencja    |
| Bieg na 5000 metrów        | 12:57,25 | 4 czerwca 2010  | Oslo        |
| Bieg na 10 000 metrów      | 28:05,56 | 11 czerwca 2017 | Hengelo     |
| Bieg na 10 kilometrów      | 28:10    | 31 grudnia 2009 | Madryt      |